# Kopp Mária
Kopp Mária (Budapest, 1942. január 14. – Budapest, 2012. április 3.) magyar orvos, pszichológus, a Semmelweis Egyetem Magatartástudományi Intézetének tudományos igazgatóhelyettese, a Semmelweis Egyetem–MTA „Mentális Egészségtudományok” társult kutatócsoportjának vezetője volt. A pszichológiai tudományok akadémiai doktora.

## Kutatási területe, módszerei
Interdiszciplináris kutatás a pszichológia és élettan határterületén klinikai pszichofiziológiai és magatartás-epidemiológiai módszerekkel.

## Életpályája

### Tanulmányai
A Semmelweis Orvostudományi Egyetemen szerzett általános orvosi diplomát 1968-ban, később az Eötvös Loránd Tudományegyetemen pszichológia szakot végzett (1977), klinikai szakpszichológusi képesítést nyert 1982-ben.

### Munkaállomásai
Első munkaállomása az Országos Munkaegészségügyi Intézet, ahol megszervezte és vezette a klinikai epidemiológiai munkacsoportot (1968–1973), majd a Semmelweis Orvostudományi Egyetem Klinikai epidemiológiai munkacsoportját vezette (1973–1982). 1982-ben megvédte kandidátusi disszertációját a klinikai orvostudományok területén (a disszertáció címe: „A vegetatív tünetképződés mechanizmusa a magas vérnyomás betegség és a fiatalkori nyombélfekély korai szakaszában”) és a Pszichiátriai Klinikára ment dolgozni, ahol 1984-től a Szociálpszichiátriai és Pszichofiziológiai Laboratóriumot, 1985–1993-ig a Pszichoszomatikus ambulanciát vezette, mint klinikai szakpszichológus.
1993–2007-ig a Semmelweis Egyetem Magatartástudományi Intézetének igazgatójaként működött, 1994-ben egyetemi tanárrá habilitálták, akadémiai doktoriját a pszichológiai tudományok területén (a disszertáció címe: „A szorongásos és depressziós tünetegyüttes epidemiológiai, pszichofiziológiai és klinikai összefüggései”) 1999-ben védte meg.
2007. július 1. óta a Semmelweis Egyetem Magatartástudományi Intézet tudományos igazgatóhelyettese. 2007. január 1. óta a Semmelweis Egyetem-MTA „Mentális Egészségtudományok” társult kutatócsoport vezetője volt.

### Közéleti, társadalmi szerepvállalása
2009 nyarán összehívja a Népesedési Kerekasztalt, ez év szeptemberében pedig elindítja a Három Királyfi, Három Királylány Mozgalmat.

## Tudományos publikációi, utánpótlás-nevelés
Tudományos szakterületén mind hazai, mind nemzetközi szinten magyar nyelven és angol nyelven megmérette magát, 2002 és 2008 között 104 kongresszusi előadást tartott, ezek közül 15 esetben felkért előadó. 2001–2005 között nemzetközi konferencia-előadások meghívottja kilenc alkalommal.
332 tudományos közleményt és 11 könyvet adott közre, 66 monográfiába, szakkönyvbe írt fejezetet vagy részletet.
Teljesítményét jelzi 857 független idézettség és összes tudományos közleményének magas impakt faktora: 137.099; és Hirsch-indexe: 11, interdiszciplináris témákban a társadalomtudomány és természettudomány határterületein.
Számos országos reprezentatív felmérést szervezett az egészségi állapot és életminőség pszichoszociális háttértényezőinek vizsgálatára, ezen témában megjelent kötetei igen figyelemreméltóak.
Nagy gondot fordított a tudományos utánpótlás nevelésére, törzstagja volt a SE Mentális egészségtudományok Doktori Iskolának. Témavezetése mellett 16 fő hallgató érte el a PhD fokozatot (1998–2010 között), további 4 fő témavezetését vállalta, de az ő védéseiket sajnos már nem érhette meg.

## Családja
Szülei Kopp Jenő (1900–1977), a Fővárosi Képtár igazgatója és Waigand Ilona (1918–1978) voltak. 1965-ben kötött házasságot Skrabski Árpád (1939–2009) mérnök szociológussal, akivel két gyermeküket nevelték fel, Luca (1974) és Fruzsina (1975). Nagybátyja Waigand József (1912–1993) római katolikus pap, egyetemi tanár. Testvére B. Kopp Judit (1943–1995) szobrászművész, unokatestvére Lotz Károly (1937) politikus, miniszter.

## Tudományos munkái (válogatás)

### Kötetei
- Huszár I., Kopp M.S. (1985): Az emocionális funkciózavarok összefüggései településszociológiai tényezőkkel. TBZ Bulletin 5., Budapest
- Kopp M., Skrabski Árpád, Kereszty K. (1987): A neurózis és öngyilkossági kísérletek epidemiológiai vizsgálata országos reprezentatív felmérés alapján. TBZ Bulletin 9.
- Kopp M. (1989): Józsefváros két orvosi körzetének pszichiátriai epidemiológiai vizsgálata. TBZ Bulletin 14.
- Kopp M., Skrabski Á. (1992): Magyar lelkiállapot. Végeken, Budapest
- Kopp M., Fóris Nóra (1993): A szorongás kognitív viselkedésterápiája. Végeken, Budapest
- Kopp M. (1994): Orvosi pszichológia. Az egészséglélektan és magatartásorvoslás alapjai. SOTE, Budapest
- Kopp M., Skrabski Á. (1995): Alkalmazott magatartástudomány. A megbirkózás egyéni és társadalmi stratégiái. Végeken, Budapest
- Kopp Mária–Skrabski Árpád: Magyar lelkiállapot; 2. jav. kiad., Végeken, Bp., 1995 (A hét szabad művészet könyvtára)
- Kopp M., Lázár Imre (1996): A magatartástudomány alapjai és módszerei. Népegészségügyi Iskola, Debrecen
- Kopp M., Berghammer R. szerk. (2005): Orvosi pszichológia, Medicina, Budapest
- Kopp M, Kovács Mónika Erika szerk. (2006) A magyar népesség életminősége az ezredfordulón. Semmelweis Kiadó, Budapest
- Skrabski Á., Kopp M. (2009): A boldogságkeresés útjai és útvesztői a párkapcsolatokban. Apor Vilmos Főiskola, Vác
- Skrabski Á., Kopp M. (2009): A nevelésszociológia alapjai. Apor Vilmos Főiskola, Vác[6]
- Orvosi pszichológia. Egyetemi tankönyv; szerk. Kopp Mária, Berghammer Rita; 2. átdolg., bőv. kiad.; Medicina, Bp., 2009

### Angol nyelvű közleményeiből
- KOPP M. S(krabskiné), Falger PRJ, Appels A, Szedmak S (1998): Depressive symptomatology and vital exhaustion are differentially related to behavioral risk factors for coronary artery disease, PSYCHOSOMATIC MEDICINE 60: (6) pp. 752–758.
- Kopp M.S., Skrabski A, Szedmak S (2000): Psychosocial risk factors, inequality and self-rated morbidity in a changing society, SOCIAL SCIENCE & MEDICINE 51: (9) pp. 1351–1361.
- Kopp M. S, Réthelyi J (2004): Where psychology meets physiology: Chronic stress and premature mortality – The Central-Eastern European health paradox, BRAIN RESEARCH BULLETIN 62: (5) pp. 351–367.
- Kopp M.S, Stauder A, Purebl Gy, Janszky I, Skrabski Á (2007): Work stress and mental health in a changing society. European Journal of Public Health 18, 238-244.
- Kopp M.S, Stauder A, Purebl G, Janszky I, Skrabski A (2008): Work stress and mental health in a changing society, EUROPEAN JOURNAL OF PUBLIC HEALTH 18: (3) pp. 238–244.
- Kopp M.S, Thege BK, Balog P, Stauder A, Salavecz G, Rozsa S, Purebl G, Adam S (2010): Measures of stress in epidemiological research., JOURNAL OF PSYCHOSOMATIC RESEARCH 69: (2) pp. 211–225.

## Társasági tagság (válogatás)
- Magyar Pszichofiziológiai és Egészséglélektani Társaság (alapító elnöke)
- European Acedemy of Sciences tagja (2004)

## Díjai, elismerései
- SOTE oklevél diákkörösök eredményes felkészítéséért (1987)
- Nyírő Gyula nivódíj, (Magyar Pszichiátriai Társaság) (1988, 2002)
- Széchenyi professzori ösztöndíj (1997)
- Lege Artis Medicinae díj (1997)
- Szent-Györgyi Albert-díj (2004)
- Kiváló PhD oktató (2004)
- Az év legjobb előadója (Bolyai Kollégium, 2008)
- Prima díj (2009)
- Magyar Örökség díj (2010)
- Stephanus-díj (2010)
- Budapest díszpolgára (2011)
- A Magyar Érdemrend középkeresztje a csillaggal (2012)